# Sindrome di Wiskott-Aldrich
La sindrome di Wiskott-Aldrich è una rara malattia ereditaria X-linked recessiva, dovuta a mutazioni del gene was (situato sul cromosoma X) che codifica per una proteina del citoscheletro nelle cellule prodotte dal midollo emopoietico, detta WASP.
La sindrome deve il suo nome a Alfred Wiskott (1898–1978), pediatra tedesco che per primo, nel 1937, ne descrisse le manifestazioni cliniche, e a Robert Anderson Aldrich (1917–1998), pediatra statunitense che descrisse la malattia nel 1954.

## Epidemiologia
Essendo una patologia recessiva legata al cromosoma X colpisce principalmente pazienti di sesso maschile, tipicamente in età infantile. La sua incidenza è 1 su 250 000 maschi nati vivi.

## Fisiopatologia
WASP è una proteina che ha 2 funzioni fondamentali:
- legare CDC42, svolgendo un ruolo fondamentale nell'organizzazione dell'actina nel citoscheletro e quindi nella cooperazione T-B;
- lega domini SH3, svolgendo un ruolo fondamentale nella trasduzione del segnale.

## Clinica
È caratterizzata da eczema, piastrinopenia, immunodepressione con sensibilità spiccata alle infezioni. Può essere associata ad anemia emolitica, artrite reumatoide, vasculite e diarrea ematica, quest'ultima conseguente al basso numero di piastrine.
Si osservano:
- un numero normale di immunoglobuline che però non hanno alcun effetto nei confronti di antigeni polisaccaridici;
- carenze nella risposta immunitaria cellulo-mediata;
- carenze nella chemiotassi dei fagociti.

Alla piastrinopenia possono conseguire ematemesi, melena e anche emorragia cerebrale, mentre l'eczema può evolversi in impetigine. L'immunodepressione facilita l'instaurarsi di infezioni tipicamente polmonari (comune è la polmonite da pneumococco), ma anche meningite e sepsi.
I livelli di IgM sono ridotti mentre quelli di IgE sono elevati.

## Trattamento
La malattia può essere trattata con splenectomia e trasfusioni di piastrine, mentre per le manifestazioni a livello cutaneo si somministrano steroidi topici; tuttavia solo il trapianto di midollo osseo può portare a una risoluzione definitiva.
La malattia è stata studiata per l'applicazione di una terapia genica basata sull'utilizzo di Lentivirus e molti studi sono in corso di realizzazione per sviluppare vettori ottimizzati. Nel 2013 un gruppo di studio italiano dell'Ospedale San Raffaele, guidato da Luigi Naldini, annuncia di aver ottenuto il netto miglioramento della malattia in tre bambini mediante la somministrazione di cellule staminali ematopoietiche modificate con sostituzione del gene alterato utilizzando come vettore per quello corretto un virus.

## Prognosi
L'aspettativa media di vita è soggettiva alla gravità delle manifestazioni della stessa. Se trattati bene, quando si presentano casi di disfunzione autoimmuni (vasculiti) e con regolari infusioni di immunoglobuline, i soggetti affetti possono avere un'aspettativa di vita nella media umana.